# Adoxophyes aniara
Adoxophyes aniara is een vlinder uit de familie van de bladrollers (Tortricidae). De wetenschappelijke naam van de soort is voor het eerst geldig gepubliceerd in 1941 door Alexey Diakonoff.

## Type
- holotype: "male"
- instituut: RMNH, Leiden, Nederland
- typelocatie: "New Guinea, Northwest New Guinea, Etappen Mt"